# Stenobarichneumon spretus
Stenobarichneumon spretus là một loài tò vò trong họ Ichneumonidae.